# Galliner
|  | Per a altres significats, vegeu «Galliner (desambiguació)». |

Galliner és un poble i territori de l'antic terme d'Orcau, actualment d'Isona i Conca Dellà, al Pallars Jussà. És un dels tres pobles d'aquest terme (juntament amb Montesquiu i Puig de l'Anell) que, geogràficament, no pertany a la Conca Dellà, sinó a la Conca Deçà, o de Tremp. Està del tot despoblat, i les cases són en ruïnes. Galliner no va tenir mai ajuntament propi, però sí que en va formar un amb els pobles de Montesquiu i Puig de l'Anell, esmentat com a municipi independent en el seu article del Diccionario geográfico... de Pascual Madoz, i com a pobles dependents d'Orcau a l'article d'aquest darrer poble. És possible que la supressió del seu ajuntament es produís durant el temps de redacció de l'obra de Madoz.
És al vessant de migdia del turó de 835 m. alt. on hi hagué el castell de Galliner. El poble és a 786 m. alt. També es formà a partir del seu castell. El poble, en un planell sota el turó del mateix nom, té església parroquial romànica, dedicada a Sant Vicenç.
El poblament d'aquest territori és força antic, ja que s'hi trobat ceràmica, barrejada, de les èpoques prehistòrica i tardoromana.
A llevant del poble es troba la vall on hi ha els dos altres pobles d'aquest vessant, i a ponent, la capçalera de la coma per on transcorre el barranc de la Coma, amb les masies de Casasses i Malet, pertanyents a la parròquia i al terme de Galliner.
El 1359 consten a Galliner 4 focs (unes 20 persones). El 1831 hi consten 40 habitants, però conjuntament amb Galliner i Puig de l'Anell.
Pascual Madoz descriu breument el 1845 aquest poble dient que té 3 cases i una capella, a més d'una masia anomenada de Regany o de Sucre.
El 1900, a la Geografia general... dirigida per Carreras Candi hi consten 20 edificis, amb 29 habitants.
Fins a l'extinció dels senyorius, Galliner, Montesquiu i Puig de l'Anell pertanyien al bisbe d'Urgell.
En la proposta derivada per l'informe popularment denominat Informe Roca, l'antic terme de Tremp havia de ser profundament modificat: el sector de la Terreta (antics termes de Sapeira i d'Espluga de Serra havien de passar a formar part del terme municipal del Pont de Suert. D'altra banda, havien de ser agregats al de Tremp la meitat meridional del terme de Talarn, l'antic terme de Sant Serni, de l'actual de Gavet de la Conca, així com la vall de Montesquiu, amb els antics pobles, ara abandonats, de Galliner, Montesquiu i Puig de l'Anell. Com a intercanvi amb Talarn, l'antic terme de Gurp de la Conca havia de passar de Tremp a Talarn, amb la qual cosa l'Acadèmia General Bàsica de Suboficials deixaria de ser migpartida entre dos municipis diferents. A més, Tremp entrava a formar d'una de les quatre agrupacions municipals del Pallars Jussà, integrada per Tremp, Talarn i Montsec.